# Augie Pabst
August U. « Augie » Pabst, né le 25 novembre 1933 et mort le 9 octobre 2024 à Oconomowoc, est un pilote automobile américain en voitures de sport sur circuits, de Milwaukee (Wisconsin).

## Biographie
Sa carrière s'étale régulièrement de 1956 (débuts nationaux sur Triumph TR3, à Road America) à 1966 (aux 12 Heures de Sebring, sur Ford GT40).
Après avoir été Champion USAC en 1959 sur Ferrari 625 TR et Scarab Mk II-Chevrolet, il obtient le titre SCCA de Champion des États-Unis de voitures de sport pour la catégorie B-modifiée en 1960 (sur Scarab Meister Brauser, s'imposant notamment -toutes catégories confondues- dans la 17e et dernière épreuve organisée au Daytona International Speedway).
Il remporte aussi, entre autres, le Grand Prix de Watkins Glen en 1960 sur Scarab Mk II-Chevrolet, le Grand Prix Hoosier de l'Indianapolis Raceway Park en 1961 (USAC), et surtout le Road America 500 en 1961 (dans l'écurie de Briggs S. Cunningham, avec Walt Hansgen pour équipier), 1963 et 1964 (de nouveau alors avec Hangsen). En 1962, il manque de trouver la mort lors d'un spectaculaire accident à Daytona. L'année suivante, il remporte aussi le Trophée de Nassau (Bahamas), sur Lola Mk.6 GT-Chevrolet.
Augie Pabst participe aux 24 Heures du Mans à trois reprises entre 1960 et 1963, terminant 4e de l'épreuve en 1961 avec l'écurie de Cunningham, après avoir été 7e en 1960. En 1963 il finit aussi 4e des 12 Heures de Sebring, avec Roger Penske.
En 1966 il rejoint la direction de la brasserie familiale (la Pabst Brewing Company), basée alors à Milwaukee, en abandonnant également son agence d'importation de voitures. 
(Nota Bene : Augie Pabst, III a terminé, quant à lui, vice-champion National SCCA Runoffs Shelby Can-Am en 1995, s'imposant alors en Division Centre).